# روپیه نپال
روپیهٔ نپال (به نپالی: रूपैयाँ) یکای پول رایج در کشور نپال است که به یکای کوچکتری به نام پیسه تقسیم می‌شود. به طوری که هر یک روپیه با صد پیسه برابری می‌کند. انتشار روپیهٔ نپال تحت کنترل راسترابانک نپال است.